# آرمان ملی (روزنامه چاپ کابل)
روزنامه آرمان ملی نام روزنامهٔ صبح چاپ کابل پایتخت افغانستان است که با صاحب امتیازی میر حیدر مطهر  منتشر می‌شود.

## پیشینه
روزنامه آرمان ملی از رسانه‌های پویا در کابل است که توسط میر حیدر مطهر در سال ۱1380خورشیدی تأسیس گردید. این روزنامه در ۲۰۰۰ نسخه چاپ و در کابل پخش میگرد.